# Paládio
O paládio é um elemento químico de símbolo Pd e de número atómico igual a 46 (46 prótons e 46 elétrons).

## Características principais
À temperatura ambiente, o paládio encontra-se no estado sólido. É um metal com tonalidade branca e prateada parecido com a platina. Não sofre oxidação em exposição com o ar e é o elemento do grupo da platina com menor densidade e ponto de fusão. É macio e dúctil quando aquecido, aumentando consideravelmente sua dureza e resistência quando trabalhado a frio. Pode dissolver-se em ácido sulfúrico, H2SO4, ou nítrico, HNO3. Também pode ser dissolvido, porém lentamente, em ácido clorídrico (HCl) na presença de cloro ou oxigênio.

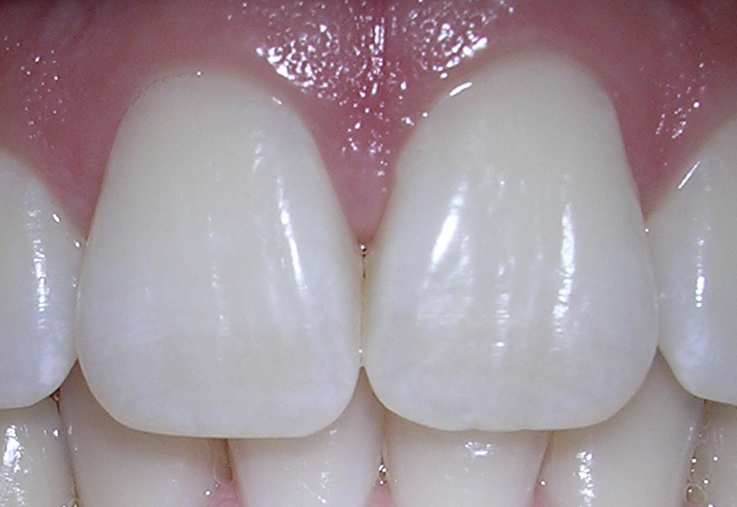
O Paládio é utilizado frequentemente na odontologia.

Este elemento pode adsorver grandes quantidades de hidrogênio molecular, H2, à temperatura ambiente (até 900 vezes o seu volume), o que é usado para purificá-lo. Acredita-se que o processo forme Pd2H.

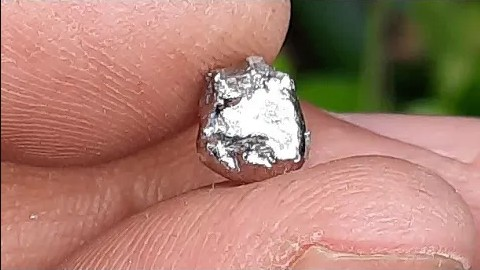
Pepita de Paládio

Os estados de oxidação mais comuns do paládio são +2 e +4 e sua massa atômica é de 106,4.

### Aplicações
O elemento é usado em algumas ligas metálicas de aparelhos de odontologia.
Na indústria elétrica é utilizado na fabricação de contatos de sistemas eletromecânicos, como por exemplo relés. Já na indústria química e farmacêutica é usado como catalisador de reações de hidrogenação. Também é importante na catálise de fracções de petróleo destilano na indústria petrolífera. Na joalharia, o paládio é endurecido com uma pequena fracção de rutênio ou ródio, ou então pode ser usado como descolorizante do ouro para assim dar origem ao chamado "ouro branco".

## História

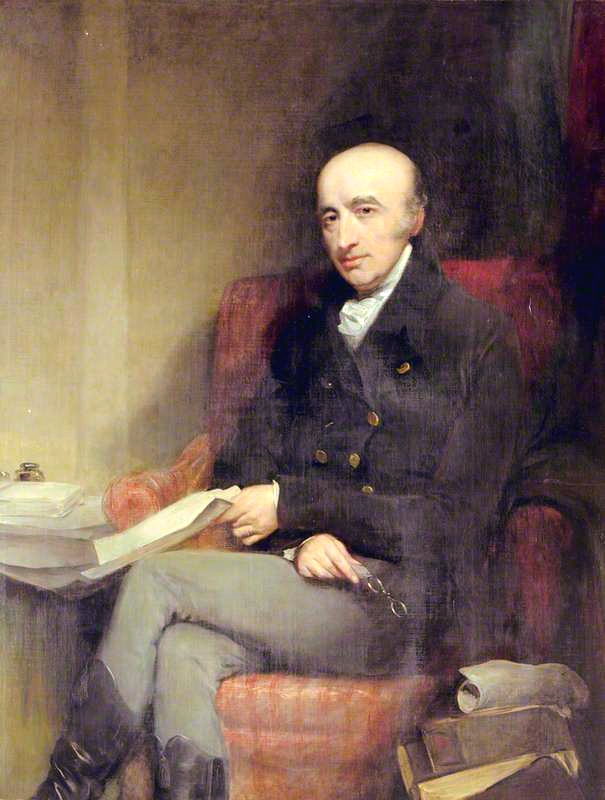
William Hyde Wollaston

William Hyde Wollaston registrou a descoberta de um novo metal nobre em julho de 1802 em seu caderno de laboratório e o nomeou paládio em agosto do mesmo ano. Wollaston purificou o suficiente do material e o ofereceu, sem o ter nomeado, em uma pequena loja do Soho em abril de 1803. Após uma crítica dura de Richard Chenevix de que o paládio seria uma liga de platina e mercúrio, Wollaston ofereceu uma recompensa anônima de 20 libra esterlinas por 20 grão da "liga" de paládio sintético. Chenevix recebeu a Medalha Copley em 1803 após publicar seus experimentos com o paládio. Wollaston publicou a descoberta do ródio em 1804 e menciona parte de seu trabalho com o paládio. Ele revelou que era o descobridor do paládio em uma publicação de 1805.
O elemento foi nomeado por Wollaston em 1802 em homenagem ao asteróide 2 Pallas, que havia sido descoberto dois meses antes. Wollaston encontrou o paládio em um minério de platina bruto da América do sul (Morro do Pilar, Minas Gerais, Brasil), pela dissolução do minério em água régia e neutralizando a solução com hidróxido de sódio. Ele precipitou a platina como hexacloroplatinato de amônia após adicionar cloreto de amônia. Ele então adicionou cianeto de mercúrio para formar o composto cianeto de paládio, que foi aquecido para extrair o metal.
O cloreto de paládio já foi prescrito como um tratamento para a tuberculose a uma concentração de 0,065 g por dia (aproximadamente um miligrama por quilo do corpo). Este tratamento tinha muitos efeitos adversos e foi posteriormente substituído por drogas mais eficientes.
Por volta do ano 2000, o suprimento russo de paládio para o mercado global foi repetidamente atrasado e interrompido porque a cota de exportação não era garantida na época, por razões políticas. O subsequente pânico do mercado levou o preço a aumentar até o valor recorde de $1100 por troy ounce em janeiro de 2001. Por volta desta época, a Ford Motor Company, temendo uma interrupção na produção de veículos devido a falta do paládio, armazenou grandes quantidades do metal adquiridos ao preço máximo. Quando os preços caíram no início de 2001, a Ford perdeu quase um bilhão de dólares. A demanda mundial pelo elemento aumentou de 100 toneladas em 1990 para quase 300 toneladas em 2000. A produção global de paládio a partir de minas era de 222 toneladas em 2006 de acordo com o United States Geological Survey. A maior parte do paládio é usada em conversores catalíticos na indústria automobilística. Atualmente o preço do paládio já atingiu um preço record de $1800 por troy ounce em Outubro de 2019, tornando-se o material precioso mais caro do grupo dos 4 metais mais preciosos.
Na atualidade, existem preocupações sobre o suprimento contínuo de paládio devido aos conflitos na Ucrânia, em função de eventuais sanções que a Rússia poderia sofrer que reduziria a exportação do elemento levando a um déficit no mercado mundial.

## Na ficção
No filme Homem de Ferro, o paládio, acompanhado de um eletroímã em seu peito, é o metal usado por Tony Stark para manter fragmentos de metal longe de seu coração após um ataque terroristas.
O paládio é o componente central do Reator ARC, uma pequena estrutura que agia como fonte de energia para o eletroímã e para as armaduras do Homem de Ferro. No filme Homem de Ferro 2, Tony Stark substituiu o paládio por um novo elemento químico, sintetizado por ele, para evitar a intoxicação gerada pelo paládio em seu corpo. 

## Cloreto de paládio

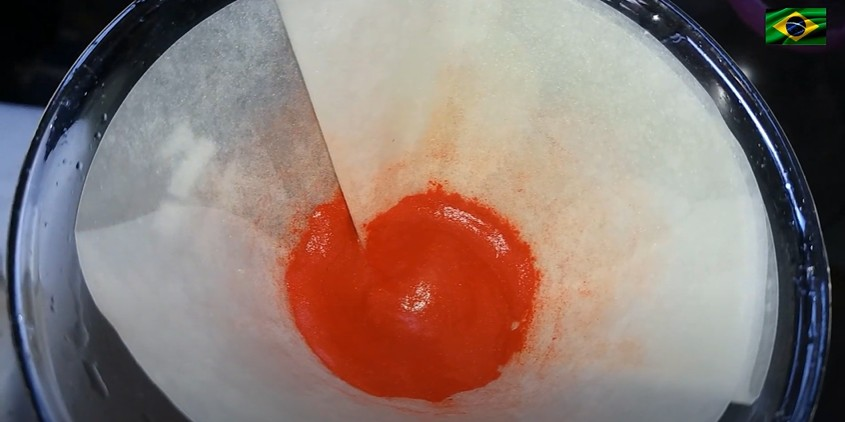
Cloreto de paládio (II)

Cloreto de paládio (II), ou cloreto paladioso, também conhecido como dicloreto de paládio, é o composto químico com a fórmula {\displaystyle {\ce {PdCl2}}}. {\displaystyle {\ce {PdCl2}}} é um material comum de partida para a química do paládio - catálises baseadas em paládio são de particular valor em síntese orgânica. É preparado pela cloração do paládio.

## Compostos
- Fluoreto: Fluoreto de paládio(II)
- Cloreto: Cloreto de paládio(II)
- Brometo: Brometo de paládio(II)
- Iodeto: Iodeto de paládio(II)